# Oude Kunst- en Antiekbeurs Delft
De Oude Kunst- en Antiekbeurs Delft is een beurs die in de stad Delft wordt gehouden.

## Geschiedenis
Na de Tweede Wereldoorlog nam de Vereniging van Handelaren in Oude Kunst in Nederland (VHOK) het initiatief een antiekbeurs te organiseren. Belangrijkste motief achter dit initiatief was om in jaren na de oorlog de belangstelling voor oude kunst en antiek weer op te wekken. Nederland zat midden in de wederopbouw. Veel kunsthandelaren waren berooid uit de oorlog gekomen en moesten hun handel weer van de grond af opbouwen.
In 1949 werd voor de eerste maal de Oude Kunst- en Antiekbeurs in Museum Het Prinsenhof in Delft georganiseerd. De Delftse beurs groeide gestaag uit en oogstte waardering in heel Europa en ver daarbuiten. De beurs in Delft wist lange tijd haar faam en aanzien met zorg te koesteren. Om als deelnemer op Delft te kunnen worden toegelaten, was niet alleen een lidmaatschap van de VHOK vereist, maar werden ook alle ter verkoop aangeboden objecten streng gekeurd. Lange tijd hanteerde Delft een magische grens van Lodewijk XVI. Empire werd niet toegelaten en ook een Friese staartklok, tenzij een bijzonder exemplaar en van uitmuntende kwaliteit, kon men op Delft niet vinden. In de latere jaren werd, onder druk van veranderende inzichten, dit principe losgelaten en werd zelfs jugendstil en art deco op Delft aangeboden.
In de jaren 80 werd onder de deelnemers de roep om te veranderen steeds sterker. Sommige deelnemers vonden de uitgangspunten van Delft een belemmering en ook de discussie rond het wel of niet toelaten van hedendaagse kunst, leidde tot een afsplitsing van een zestal deelnemers van Delft dat uiteindelijk resulteerde in het ontstaan van de PAn Amsterdam (Pictura Antiquairs Nationaal). Mede door het ontstaan van andere kunstbeurzen sloot de beurs in Delft in 1992 na 44 jaar haar deuren en ging op in PAn Amsterdam.
In 2010 werd de beurs in Delft na achttien jaar opnieuw opgezet. De nieuwe is kleinschaliger van opzet dan zijn illustere voorganger, maar onderscheidt zich nog altijd door alleen oude kunst en antiek toe te laten.